# Iquitos-Mückenfänger
Der Iquitos-Mückenfänger (Polioptila clementsi) ist ein seltener, wenig erforschter Singvogel aus der Familie der Mückenfänger. Die Art wurde erst 2005 beschrieben und ist nach dem US-amerikanischen Ornithologen James F. Clements benannt. Er ist in Peru heimisch. Sein nächster Verwandter ist der Cayennemückenfänger (Polioptila guianensis), der in Guyana vorkommt.

## Beschreibung
Der Iquitos-Mückenfänger erreicht eine Länge von 12 Zentimetern. Er ist hellgrau mit einem dünnen schwarzen Schnabel. Die Iris ist schwarz und von einem auffälligen unterbrochenen weißen Augenring umgeben. Die Beine sind schwarz. Kehle und Brust sind einheitlich grau. Bauch, Unterschwanz und Unterschwanzdecken sind weißlich. Der Schwanz hat weiße Ränder. Die Männchen unterscheiden sich von den Männchen der meisten anderen Mückenfängerarten durch die fehlende Schwarzfärbung am Oberkopf.

## Lebensraum

Verbreitungsgebiet (grün)

Der Iquitos-Mückenfänger ist endemisch in einem 19 km² großen Waldgebiet, das aufgrund seiner Bodenbeschaffenheit als „Wald mit weißem Sand“ (white-sand rainforest) bezeichnet wird. Er bewohnt unterschiedliche Baumschichten zwischen 15 und 30 Metern.

## Status
Bisher wurden 15 Paare im Reserva Nacional Allpahuayo Mishana 25 km westlich von Iquitos im Departamento Loreto in Peru nachgewiesen. BirdLife International schätzt den Gesamtbestand auf 50 bis 250 Exemplare. Als Hauptgefährdung gelten illegale Waldrodung innerhalb des Reservats für Holzkohle-, Brennholz- und Bauholzgewinnung sowie die landwirtschaftliche Nutzung der Umgebung von Iquitos. Um die Bevölkerung auf die Bedrohung der Art aufmerksam zu machen, veranstaltete die Studenten-Gruppe CANATURA (Club Amigos de la Naturaleza) im November 2006 ein Festival in Iquitos, auf dem der Iquitos-Mückenfänger zum offiziellen Vogel der Stadt gekürt wurde.